# Paul Attwood
Paul Jason Attwood (ur. 13 grudnia 1969 w Buckingham) – brytyjski bobsleista, brązowy medalista olimpijski.

## Kariera
Attwood był zawodowym żołnierzem. Największy sukces w karierze sportowej osiągnął w 1998 roku, kiedy razem z Seanem Olssonem, Courtneyem Rumboltem i Deanem Wardem zdobył brązowy medal w czwórkach na igrzyskach olimpijskich w Nagano. Był to pierwszy medal w bobslejach dla Wielkiej Brytanii od 34 lat. Na rozgrywanych cztery lata później igrzyskach olimpijskich w Salt Lake City był jedenasty w tej samej konkurencji. Zajął też między innymi czwarte miejsce podczas mistrzostw świata w St. Moritz w 1997 roku.